# Новопреображенка (Кемеровская область)
Новопреображенка — деревня в Тяжинском районе Кемеровской области. Входит в состав Кубитетского сельского поселения. Основана в 1889 году переселенцами из Курской губернии.

## География
Центральная часть населённого пункта расположена на высоте 285 метров над уровнем моря.

## История
Образована в 1889 году 11 семьями, к которым в 1890 году присоединилось еще 14 семей, в 1892 году ещё одна. Местом выхода выше обозначенных семей стала Курская губерния, уезды: Суджанский: Гоптаревская волость и Грайворонский: Вязовская волость . В числе переселенцев было 3 семьи мелкопоместных дворян из Суджанского уезда, Курской губернии. В 1890-х годах приехали 4 семьи из Полтавской губернии: три семьи из Переяславского, четвёртая из Пирятинского уезда.

## Население
По данным Всероссийской переписи населения 2010 года, в деревне Новопреображенка проживает 181 человек (87 мужчин, 94 женщины).